# Курбатов Станіслав Вікторович
Станісла́в Ві́кторович Курба́тов (30 червня 1980 — 2 листопада 2017) — старший солдат Збройних сил України, учасник російсько-української війни.

## Життєпис
Народився 1980 року в місті Ізюм (Харківська область). 1997 року закінчив ізюмську середню школу № 2. Пройшов строкову службу; після армії закінчив ХНУ ВС, працював в органах внутрішніх справ та дільничним інспектором — у селі Хроли. Звільнившись з попередньої роботи, займався юридичною діяльністю.
З травня 2017 року служив за контрактом; старший солдат, водій-санітар БСП «Донбас».
1 листопада 2017 року розвідувальна група під керівництвом майора Сергія Сиротенка виконувала бойове завдання у районі міста Мар'їнки, оперуючи на окупованій території. В полуденну пору внаслідок підриву на міні зазнав ушкодження, не сумісні з життям, майор Сиротенко. Станіслав Курбатов зазнав важких осколкових поранень. Після операції у Покровську був доставлений гелікоптером до військового мобільного госпіталю № 61 в місто Маріуполь, однак помер під час реанімаційних заходів.
7 листопада 2017 року похований в Ізюмі.
Без Станіслава лишились дружина та донька.

## Нагороди та вшанування
- указом Президента України № 12/2018 від 22 січня 2018 року «за особисту мужність і самовіддані дії, виявлені у захисті державного суверенітету та територіальної цілісності України, зразкового виконання військового обов'язку» — нагороджений орденом «За мужність» III ступеня (посмертно)[1]
- 20 лютого 2019 року в ізюмській школі № 2 відкрито меморіальну дошку Станіславу Курбатову.